# Telocricus frater
Telocricus frater är en mångfotingart som beskrevs av Chamberlin 1915. Telocricus frater ingår i släktet Telocricus och familjen storjordkrypare.
Artens utbredningsområde är Kuba. Inga underarter finns listade i Catalogue of Life.